# Соснівка (Камінь-Каширський район)
Сосні́вка (МФА: [soˈsɲiu̯kɐ] ( прослухати)) — село в Україні, у Камінь-Каширській громаді Камінь-Каширського району Волинської області. Населення становить 467 осіб.

## Географія
Село розташоване на лівому березі річки Коростянки.

## Населення
Згідно з переписом УРСР 1989 року чисельність наявного населення села становила 420 осіб, з яких 194 чоловіки та 226 жінок.
За переписом населення України 2001 року в селі мешкало 468 осіб.

### Мова
Розподіл населення за рідною мовою за даними перепису 2001 року:
| Мова       | Відсоток |
| ---------- | -------- |
| українська | 99,14 %  |
| російська  | 0,64 %   |
| білоруська | 0,21 %   |